# Jonny Hayes
Jonathan „Jonny“ Hayes (* 9. Juli 1987 in Dublin) ist ein irischer Fußballspieler, der zuletzt beim schottischen Erstligisten FC Aberdeen unter Vertrag stand.

## Karriere

### Verein
Jonny Hayes, der in der irischen Hauptstadt Dublin geboren wurde, begann seine Karriere in England beim FC Reading. Für den Verein aus der Grafschaft Berkshire spielte der offensive Mittelfeldspieler bis zum Jahr 2004 in der Youth Academy. In der Saison 2004/05 stand das Talent bereits einige Male im Kader des von Steve Coppell trainierten Teams. Bis zu seinem Vertragsende im Jahr 2007 kam er für den als Royals bekannten Verein jedoch nicht zum Einsatz. Stattdessen wurde Hayes im Jahr 2006 und 2007 verliehen. Zunächst für die Forest Green Rovers in der Conference National aktiv, folgte die Leihe zu Milton Keynes Dons in die Football League Two. Im Juli 2007 unterschrieb Hayes einen Vertrag über drei Jahre beim damaligen Zweitligisten Leicester City. Er debütierte für die Foxes am 11. August 2008 im Ligaspiel der Championship gegen den FC Blackpool, als er für Joe Mattock eingewechselt wurde. In der Rückrunde spielte Hayes Leihweise bei Northampton Town in der League One. In der folgenden Spielzeit 2008/09 war er an Cheltenham Town verliehen. Im Juli 2009 wechselte der offensiv Spieler zum schottischen Zweitligisten Inverness Caledonian Thistle. Mit seiner neuen Mannschaft holte er den Zweitligatitel und machte damit den Aufstieg in die Scottish Premier League perfekt. Hayes erzielte dabei in 35 Spielen 10 Tore und war nach den beiden anderen irischen Mannschaftskollegen Adam Rooney und Richie Foran drittbester Torschütze. Im Endspiel um den Scottish League Challenge Cup gegen den FC Dundee konnte Hayes die beiden Treffer zur 2:0-Führung durch Adam Rooney und Nauris Bulvītis vorbereiten. Die Caley Jags unterlagen nach 90 Spielminuten allerdings noch mit 3:2 gegen die Dees. Im Juni 2012 wechselte Hayes zum FC Aberdeen. Mit den Dons gewann er den Scottish League Cup 2013/14 im Finale gegen seinen alten Verein aus Inverness. Der Ire musste allerdings in der sechsten Spielminute nach einer Schulterverletzung durch Cammy Smith ersetzt werden. Im Dezember 2014 verlängerte Hayes seinen Vertrag bis zum Jahr 2018.
Am 17. Juni 2017 unterschrieb er einen Vertrag beim amtierenden schottischen Meister Celtic Glasgow. Nach drei Jahren in Glasgow, in denen er insgesamt dreimal Meister wurde und weitere Nationale Titel gewann, wechselte er 2020 zurück nach Aberdeen.

### Nationalmannschaft
Am 25. März 2016 machte er in Dublin beim Spiel gegen die Schweiz sein erstes Länderspiel. Am 12. Mai 2016 wurde er von Nationaltrainer Martin O’Neill in das vorläufige 35 Spieler umfassende Aufgebot für die EM berufen. Er wurde aber letztlich nicht für die EM-Endrunde berücksichtigt.

## Erfolge
mit Inverness Caledonian Thistle:
- Scottish First Division: 2009/10

mit dem FC Aberdeen:
- Scottish League Cup: 2013/14

mit Celtic Glasgow:
- Schottischer Meister: 2018, 2019, 2020
- Scottish FA Cup: 2019
- Scottish League Cup: 2018, 2019, 2020